# Schloss Wolfsthurn

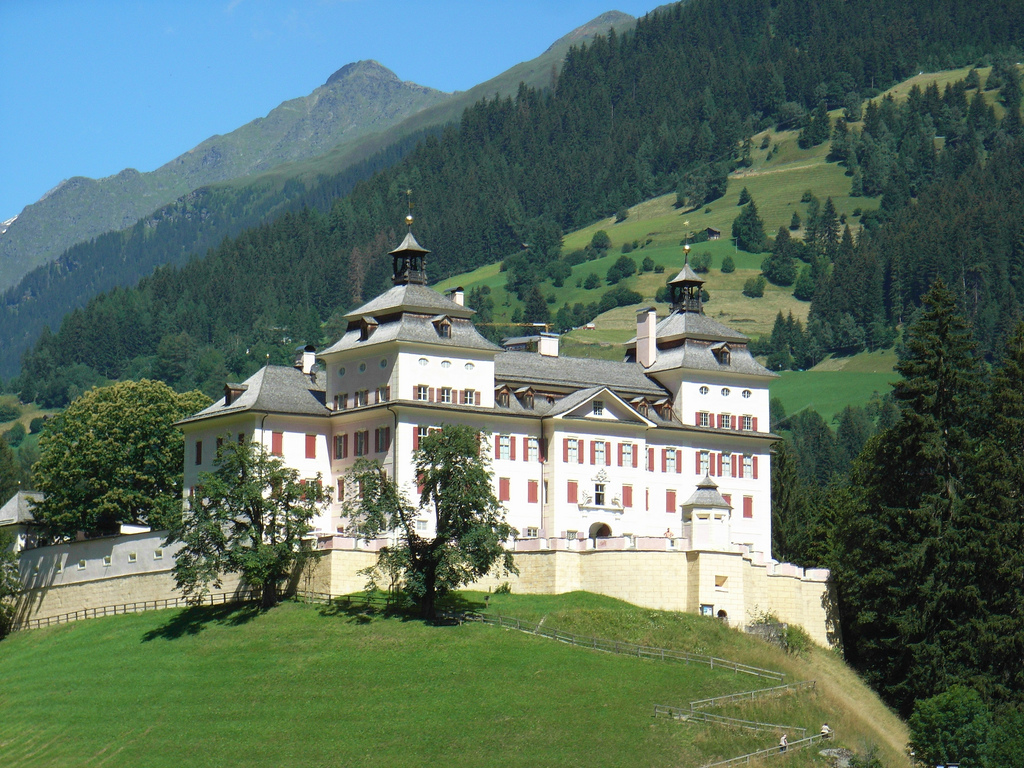
Schloss Wolfsthurn

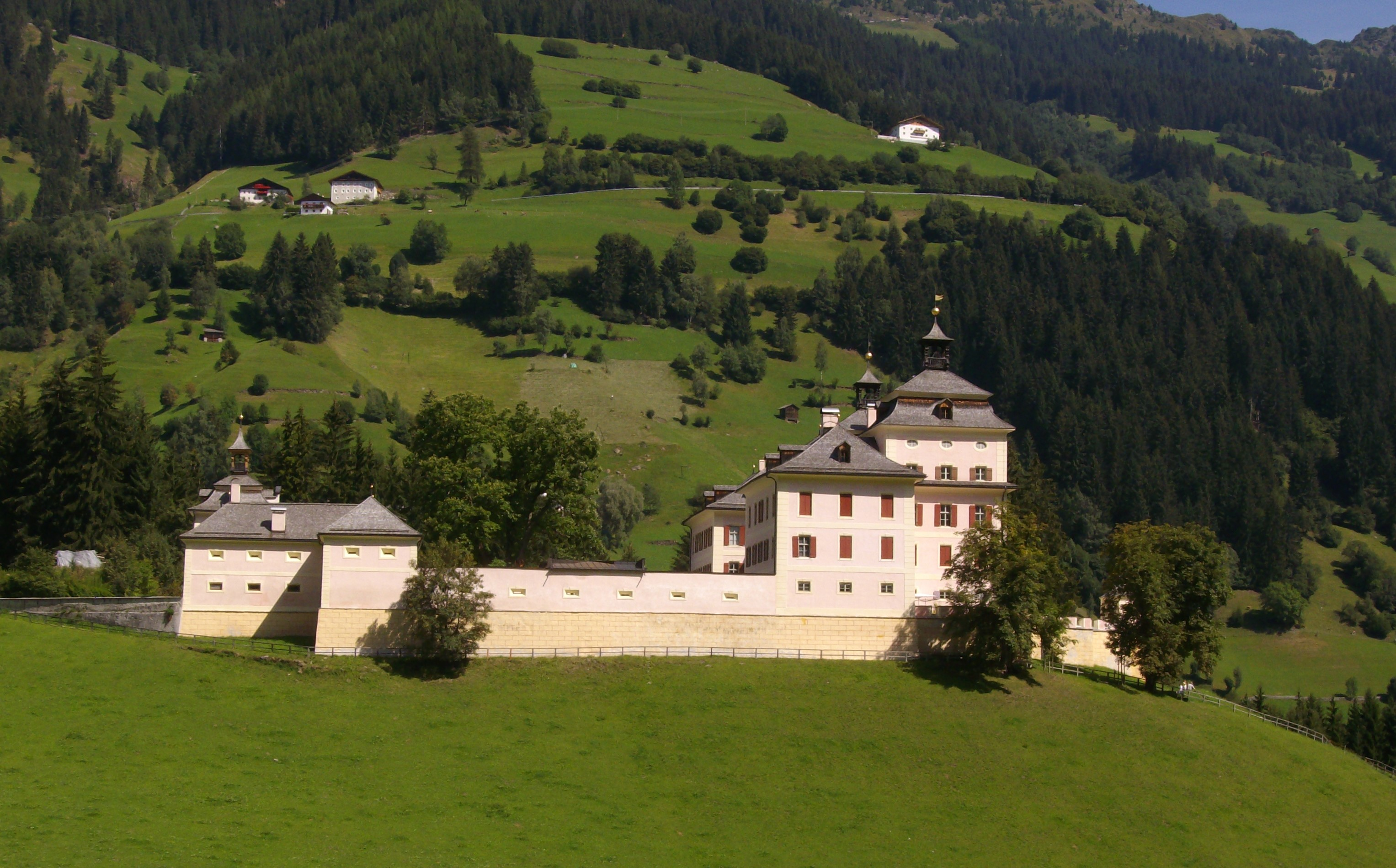
Schloss Wolfsthurn

Das Schloss Wolfsthurn (italienisch: Castel Wolfsthurn oder Castel Mareta) ist eine barocke Schlossanlage auf einem Hügel oberhalb von Mareit, einer Fraktion der Gemeinde Ratschings in Südtirol. Geplant wurde es von Daniel Christoph Dietrich, der Verantwortliche für die Bauausführung ist unbekannt.
Das Schloss sollte nicht mit der Burg Wolfsthurn in Andrian verwechselt werden, die ihren Namen allerdings vom selben Besitzergeschlecht erhielt.

## Architektur
Der östliche Hauptflügel des Schlosses ist hell verputzt und besitzt einen Mittelrisalit mit Dreiecksgiebel. Seine drei Geschosse werden von geschwungenen Dächern abgeschlossen. Dem Haupttrakt steht im Westen ein niedriger, eingeschossiger Kavaliersflügel mit Torbau gegenüber. Gemeinsam mit den Verbindungsmauern zwischen den beiden Gebäudetrakten umrahmen die Bauten auf diese Weise einen großzügigen Innenhof, in dessen Mitte ein Springbrunnen steht.

## Geschichte
Die Anfänge der Anlage liegen im Dunkeln. Kurz nach 1200 stand dort ein Wehrturm, den die Grafen von Tirol 1242 in ihren Besitz brachten. Anschließend gaben sie ihn mit der umliegenden kleinen Herrschaft dem Rudolfus Lupus (Rudolf der Wolf) zu Lehen. Der Ministeriale gab dem Turm seinen Namen. 1464 erlosch mit dem Ableben Burkharts das Geschlecht der Wölfe von Mareit. 1574 gelangte die damalige Burg in den Besitz der Familie Grebmer.
Etwa 200 Jahre später ging sie an die Familie Sternbach über, in deren Besitz sie noch heute ist. Zwischen 1727 und 1741 baute Franz Andreas von Sternbach sie zum einzigen Barockschloss Südtirols um, nachdem er die Burganlage mit Ausnahme des Bergfrieds hatte niederlegen lassen.

## Schlossmuseum
Seit 1996 ist im ersten Stock des Schlosses das Südtiroler Landesmuseum für Jagd und Fischerei untergebracht.
Die Zimmer im zweiten Stock sind dem Schloss und seiner Geschichte gewidmet. Die Prunkräume sind in ihrem Originalzustand erhalten. Ihr Mobiliar, Gemälde und Tapeten gehören zum barocken Inventar des Schlosses und vermitteln auf diese Weise einen guten Eindruck vom Leben des Adels im 18. und 19. Jahrhundert. Besichtigt werden können unter anderem kunstvolle Stuckarbeiten in Pastelltönen, aufwändig bemalte Stofftapeten mit Jagdmotiven und ein großer Kronleuchter aus Kristall.